# Trichhoplomelas flavomarmoratus
Trichhoplomelas flavomarmoratus är en skalbaggsart som beskrevs av Stefan von Breuning 1966. Trichhoplomelas flavomarmoratus ingår i släktet Trichhoplomelas och familjen långhorningar.
Artens utbredningsområde är Madagaskar. Inga underarter finns listade i Catalogue of Life.